# 9150 Zavolokin
A 9150 Zavolokin (ideiglenes jelöléssel 1978 SE1) a Naprendszer kisbolygóövében található aszteroida. Ljudmila Ivanovna Csernih fedezte fel 1978. szeptember 27-én.